# Кикугава, Ёсио
Ёсио Кикугава (яп. 菊川 凱夫; 12 сентября 1944, Фудзиэда, Сидзуока, Японская империя — 2 декабря 2022, Киото, Киото, Япония) — японский футболист и тренер. Выступал за сборную Японии.

## Клубная карьера
После окончания университета Мэйдзи в 1968 году Кикугава стал игроком «Мицубиси Моторс». В составе клуба он выиграл чемпионат Японии в 1969 и 1973. А в 1971 и 1973 годах стал обладателем Кубка Императора. В 1974 году завершил карьеру, сыграв 94 матча и забив 2 гола в чемпионате. В 1969 году был включен в символическую сборную лиги.

## Карьера в сборной
В октябре 1969 года Кикугава был вызван в сборную Японии на отборочные матчи к чемпионату мира 1970 года. В рамках этой квалификации, 12 октября провёл дебютный матч против Южной Кореи. В следующем году выступал на Азиатских играх. Также провёл ряд товарищеских матчей и турниров. В 1971 году завершил выступления за национальную команду, сыграв в её составе 16 игр.

## Тренерская карьера
После окончания игровой карьеры, в 1982 году, Кикугава подписал контракт с новым клубом «Чао Бохан» (позже — «Ависпа Фукуока»), базирующимся в его родном городе Фудзиэда. В 1991 году клуб под его руководством поднялся во второй дивизион Японской футбольной Лиги. Он ушёл в отставку в 1994 году. В 1999 году он вернулся в команду в качестве преемника Такадзи Мори и руководил ей на протяжении сезона.

## Достижения

### Командные
«Мицубиси Моторс»
- Чемпион JSL D1: 1969, 1973
- Обладатель Кубка Императора: 1971, 1973

### Личные
- Символическая сборная JSL D1: 1969

## Статистика

### В клубе
| Сезон | Клуб            | Лига   | Матчи | Голы |
| ----- | --------------- | ------ | ----- | ---- |
| 1968  | Мицубиси Моторс | JSL D1 | 12    | 2    |
| 1969  | Мицубиси Моторс | JSL D1 | 14    | 0    |
| 1970  | Мицубиси Моторс | JSL D1 | 13    | 0    |
| 1971  | Мицубиси Моторс | JSL D1 | 13    | 0    |
| 1972  | Мицубиси Моторс | JSL D1 | 14    | 0    |
| 1973  | Мицубиси Моторс | JSL D1 | 18    | 0    |
| 1974  | Мицубиси Моторс | JSL D1 | 10    | 0    |
| Итого | Итого           | Итого  | 94    | 2    |

### В сборной
| Сборная Японии | Сборная Японии | Сборная Японии |
| Год            | Матчи          | Голы           |
| -------------- | -------------- | -------------- |
| 1969           | 2              | 0              |
| 1970           | 12             | 0              |
| 1971           | 2              | 0              |
| Итого          | 16             | 0              |

### Тренерская статистика
| Команда        | Страна | С     | До    | Статистика | Статистика | Статистика | Статистика | Статистика |
| Команда        | Страна | С     | До    | И          | В          | П          | Н          | Побед %    |
| -------------- | ------ | ----- | ----- | ---------- | ---------- | ---------- | ---------- | ---------- |
| Ависпа Фукуока | Япония | 1999  | 1999  | 30         | 10         | 1          | 19         | 33.33      |
| Всего          | Всего  | Всего | Всего | 30         | 10         | 1          | 19         | 33.33      |